# Birger Jensen
Pour les articles homonymes, voir Jensen.
Birger Quistorff Jensen, né le 1er mars 1951 et mort le 4 avril 2023, est un footballeur international danois. Il évoluait au poste de gardien.

## Biographie
Jensen commence sa carrière au B1903. En 1974, il quitte le Danemark et arrive au FC Bruges. Il entrera dans la légende du club en défendant ses couleurs pendant 14 saisons et 394 matchs officiels. En 1988, un cinquième titre de champion en poche, il quitte le club pour le Lierse SK avant de mettre un terme à sa carrière quelques années plus tard.
Il a également été international danois à 19 reprises entre 1973 et 1979.

## Palmarès
- 5 fois champion de Belgique avec le FC Bruges : 1976, 1977, 1978, 1980 et 1988
- 2 fois vainqueur de la coupe de Belgique avec le FC Bruges : 1977 et 1986